# Aeroportul Lumi
Aeroportul Lumi (IATA: LMI) este un aeroport din Papua Noua Guinee.
aeroportul dispune de o singură pistă.